# جون لمار راي
جون لمار راي (بالإنجليزية: John L. Ray)‏ هو سياسي أمريكي، ولد في 16 مايو 1943. حزبياً، نشط في الحزب الديمقراطي.